# Nové Město pod Smrkem (nádraží)
Nové Město pod Smrkem je železniční stanice ve městě Nové Město pod Smrkem na trati spojující Frýdlant s Jindřichovicemi pod Smrkem. Nachází se na západním okraji města.

## Popis stanice
Samotná železniční stanice je trojkolejná, z toho dvě koleje jsou dopravní. V její jižní části se nachází kusá kolej zakončená u skladiště a plniče uhlí. Naopak na severní straně jsou patrné dvě snesené kusé koleje. Jedna vedla ke skladišti dřeva a druhá k průmyslovému objektu. Na východní straně kolejiště je vybudovaná zděná patrová staniční budova, která železniční stanici odděluje od Švermovy ulice. Na severní i jižní straně křižuje železniční trať silniční komunikace na železničních přejezdech. Jižně od stanice trať křižuje ulice Nádražní, severně ulice Růžová.

## Provoz
Ve stanici zastavují osobní vlaky linky L61 Liberec – Frýdlant v Čechách – Nové Město pod Smrkem – Jindřichovice pod Smrkem.

## Turismus
Na křižovatce ulic Švermova a Nádražní, které se nachází jihovýchodně od staniční budovy, je rozcestník turistických tras pojmenovaný „Nové Město pod Smrkem – železniční stanice“. Odtud vede modře značená trasa na místní náměstí k rozcestníku „Nové Město pod Smrkem – náměstí“. Žádná cyklotrasa ani lyžařská trasa ke stanici nevede.